# 단핵성 식세포계
대식세포계(영어: macrophage system, 큰포식세포계통)으로도 알려진 단핵성 식세포계(영어: mononuclear phagocyte system, MPS) 또는 단핵식세포계(單核食細胞系)는 면역학에서 망상 결합 조직(reticular connective tissue)에 위치한 식세포로 구성된 면역계의 일부이다. 세포는 주로 단핵구와 대식세포이며 림프절과 비장에 축적된다. 간의 쿠퍼세포(Kupffer cell)와 조직의 조직구(tissue histocyte)도 단핵식세포계의 일부이다. 단핵식세포계와 단핵구 대식세포 시스템(monocyte macrophage system)은 서로 다른 별도의 두 체계를 의미하며 종종 하나로 잘못 이해되기도 한다.
"그물내피계통(reticuloendothelial system)"은 단핵 식세포계의 오래된 용어이지만, 대부분의 내피세포는 대식세포가 아닌 것으로 이해되어 현재는 덜 일반적으로 사용된다.
단핵식세포계 역시 광범위한 세포를 결합하려는 다소 오래된 개념이므로 주의해서 사용해야 한다.

## 혈액 생성
단핵 식세포계의 다양한 세포 유형은 모두 CFU-GEMM(과립구, 적혈구, 단핵구 및 거핵구의 전구체)의 골수 계통의 일부이다.

## 같이 보기
- 살균제
- 그물내피계통
- 골수성 조직(myeloid tissue)